# Colba-Mercury/Saison 2011
Dieser Artikel listet Erfolge und Mannschaft des Radsportteams Colba-Mercury in der Saison 2011 auf.

## Erfolge in der UCI Europe Tour
Bei den Rennen der UCI Europe Tour im Jahr 2011 gelangen dem Team nachstehende Erfolge.
| Datum         | Rennen                          | Kat. | Fahrer         |
| ------------- | ------------------------------- | ---- | -------------- |
| 25. April     | Ronde van Noord-Holland         | 1.2  | Niels Wytinck  |
| 18. September | Grote Prijs Impanis-Van Petegem | 1.2  | Sander Cordeel |

## Mannschaft
| Name                 | Geburtstag         | Nationalität           | Team 2010                       |
| -------------------- | ------------------ | ---------------------- | ------------------------------- |
| Sander Cordeel       | 7. November 1987   | Belgien                | Rock Werchter-Chocolade Jacques |
| Maarten Dhaene       | 9. Februar 1984    | Belgien                | Neoprofi                        |
| Jurgen François      | 26. März 1985      | Belgien                | Palmans-Cras                    |
| Kevin Grieten        | 21. Januar 1982    | Belgien                | Royal Cureghem Sportif-Brussel  |
| Hamish Robert Haynes | 5. März 1974       | Vereinigtes Königreich | Cinelli-Down Under (2007)       |
| Alexander Labbe      | 25. Februar 1989   | Belgien                | Team WorldofBike.Gr             |
| Philip Schulz        | 3. Oktober 1979    | Deutschland            | Team Colba-Mercury-Dourphonie   |
| Tom Van Becelaere    | 7. Januar 1982     | Belgien                | Palmans-Cras                    |
| Jeffry Van Den Bulck | 29. Januar 1990    | Belgien                | Neoprofi                        |
| Dieter Van Lancker   | 6. September 1988  | Belgien                | Neoprofi                        |
| Philip Vandaele      | 3. August 1985     | Belgien                | Neoprofi                        |
| Timothy Vangheel     | 26. August 1986    | Belgien                | Palmans-Cras                    |
| Jim Vercruyce        | 6. Dezember 1988   | Belgien                | Neoprofi                        |
| Tom Vermeer          | 28. Dezember 1985  | Niederlande            | Neoprofi                        |
| Maik Wensink         | 14. September 1990 | Niederlande            | Revor-Jartazi (2009)            |
| Niels Wytinck        | 16. Juli 1991      | Belgien                | Neoprofi                        |

## Platzierungen in UCI-Ranglisten
UCI Europe Tour 2011
|       | Fahrer         | Punkte |
| ----- | -------------- | ------ |
| 280.  | Sander Cordeel | 56     |
| 341.  | Niels Wytinck  | 46     |
| 1139. | Tom Vermeer    | 3      |